# Zuhayr Muhsin
Zuhayr Muhsin (in arabo زهير محسن‎?; Tulkarem, 1936 – Cannes, 26 luglio 1979) è stato un guerrigliero palestinese.
Zuhayr Muhsin (riportato talora anche come Zoheir Mohsen) è stato il leader guerrigliero palestinese dell'organizzazione filo-siriana al-Ṣāʿiqa, fazione dell'Organizzazione per la Liberazione della Palestina (OLP), tra il 1971 e il 1979.

Attivo in precedenza nell'ala giordana del partito Baʿth, acquisì la sua posizione di leader dopo il colpo di Stato del ministro della Difesa siriana, il generale Hafiz al-Asad alla fine degli anni settanta.

## Accuse di crimini di guerra
Nel 1976, Zuhayr Muhsin si guadagnò una dubbia fama per essere stato il comandante delle forze arabe palestinesi che avevano invaso la cittadina libanese cristiana di Damour, nella quale fu condotto a termine un massacro di centinaia di cittadini cristiani libanesi (Strage di Damour). Tuttavia, secondo il giornalista Robert Fisk, l'attacco fu portato a termine dal col. Abū Mūsā, un veterano delle formazioni del Fatḥ, dell'OLP, più tardi leader di una rivolta armata a Tripoli contro Yasser Arafat, che portò ad accaniti scontri armati fra gli opposti schieramenti.

## Dichiarazione sulla Palestina
Nel 1977, intervistato dal quotidiano olandese Trouw, dichiarò al giornalista James Dorsey "Siamo tutti palestinesi per ragioni politiche" (Wij zijn alleen Palestijn om politieke reden):
L'intervistatore James Dorsey ha affermato che "la posizione di Mohsen non è poi così sorprendente. Ascoltando le sue opinioni politiche e ideologiche, a volte non si può reprimere la sensazione che forse nel mondo arabo è cambiato meno di quanto originariamente previsto", riferendosi al declino del panarabismo all’indomani della Guerra dei Sei Giorni nel 1967

## Assassinio
Muhsin fu assassinato il 15 luglio 1979 a Cannes, in Francia. L'assassinio è comunemente attribuito al Mossad israeliano, ma non manca chi addita invece l'Iraq, Abu Nidal o i servizi segreti occidentali. Dopo la sua morte, l'importanza di al-Ṣāʿiqa venne meno, e la Siria si orientò per lo più ad appoggiare altri movimenti palestinesi meno compromessi, come il Fronte Popolare per la Liberazione della Palestina - Comando Generale e il Fath-Intifada.